# 陳婉珍
陳婉珍（英語：Ina Chan Un-chan，1954年3月1日—），生於澳門，祖籍广东新会，現居香港，澳门赌王何鸿燊的非正式註冊配偶，人稱“三姨太”，两人共育有三名子女。
她与何鸿燊其她妻妾相比，平时作风较为低调，较热衷參與社會慈善及推動文化藝術，曾為東華三院2013/14年度主席以及多個慈善團體的成員。

## 生平
陳婉珍於澳門出生，籍貫廣東新會。她在澳門粵華中學女子部畢業後讀護理學，其後到仁伯爵醫院作護士。
1977年來到香港後，曾被“賭王”何鴻燊安排作他的元配黎婉華的護士，後与他共同育有一子二女，其中一對是龍鳳胎。長女何超雲（Florinda）；龍鳳胎為次女何超蓮（Laurinda）及幼子何猷啟（Orlando），他們同於1991年5月9日出生。

## 事業
鍾情古董的陳婉珍，於80年代開設御珍閣古董店，並開始投資各種生意。於2004年，她成立安威管理有限公司專責投資及管理其地產業務。
現時為安利（香港）管理有限公司主席，管理旗下接待，地產，休閒，零售及運輸等業務的投資項目。
於2011年，她成立安利(香港) 管理有限公司，整合及監管旗下在接待、地產、休閒、零售及運輸等業務的投資項目。多年下來，業務從香港發展到中國、以至亞太區及美國。她亦是多間公司的股東，其中包括澳門旅遊娛樂有限公司，即澳門博彩控股有限公司(股份代號:880)的控股公司。
持有石澳山仔道4號，已命名為安利花園(UNIR Garden)山頂布力徑5G洋房

## 目前主要職務 (2012年)

### 商業職務
- 安利(香港)管理有限公司主席[6]
- 澳門旅遊娛樂股份有限公司董事
- 御珍閣董事
- 空中快線直升機有限公司董事

### 慈善公職
- 東華三院2013/14年主席(於2006/08起出任總理)
- 香港防癌會名譽副會長[8]
- 護苗基金2003年籌款委員會委員
- 護苗基金教育巡迴車贊助人
- 母親會(澳門)會員大會副主席
- 廣東省婦女兒童基金會永久名譽理事

### 社會公職
- 中國人民政治協商會議廣東省委員會委員
- 香港芭蕾舞學會永久贊助人
- 北京曉星芭蕾藝術發展基金會理事
- 香港藝術品商會有限公司永遠會董
- 北京海外聯誼會副會長

## 榮譽
| 年份   | 獎項                             | 結果 |
| ------ | -------------------------------- | ---- |
| 2008年 | 世界傑出華人                     | 獲獎 |
| 2008年 | 中國兒童慈善家榮譽勳章           | 獲獎 |
|        | 廣東省婦女兒童基金會「慈善之星」 | 獲獎 |
|        | 林肯大學頒授榮譽管理博士         | 獲獎 |
|        | 加拿大特許管理學院頒授榮譽院士   | 獲獎 |

## 外部連結
- 香港藝術品商會 （页面存档备份，存于）